# Odon (Indiana)
Odon és una població dels Estats Units a l'estat d'Indiana. Segons el cens del 2000 tenia 1.376 habitants.

## Demografia
Segons el cens del 2000, Odon tenia 1.376 habitants, 601 habitatges, i 378 famílies. La densitat de població era de 565,2 habitants/km².
Dels 601 habitatges en un 25,5% hi vivien nens de menys de 18 anys, en un 50,9% hi vivien parelles casades, en un 9,3% dones solteres, i en un 37,1% no eren unitats familiars. En el 35,3% dels habitatges hi vivien persones soles el 19,3% de les quals corresponia a persones de 65 anys o més que vivien soles. El nombre mitjà de persones vivint en cada habitatge era de 2,21 i el nombre mitjà de persones que vivien en cada família era de 2,87.
Per edats la població es repartia de la següent manera: un 21,9% tenia menys de 18 anys, un 6,8% entre 18 i 24, un 24,3% entre 25 i 44, un 23,3% de 45 a 60 i un 23,7% 65 anys o més.
L'edat mediana era de 43 anys. Per cada 100 dones de 18 o més anys hi havia 80,4 homes.
La renda mediana per habitatge era de 34.667 $ i la renda mediana per família de 42.813 $. Els homes tenien una renda mediana de 31.438 $ mentre que les dones 20.833 $. La renda per capita de la població era de 20.020 $. Entorn del 8,7% de les famílies i l'11,1% de la població estaven per davall del llindar de pobresa.

## Poblacions més properes
El següent diagrama mostra les poblacions més properes.